# Marqués de Carisbrooke

Escudo de armas de Alexander Mountbatten.

Marqués de Carisbrooke es un título nobiliario británico creado el 7 de noviembre de 1917  por el rey Jorge V del Reino Unido para Alexander Mountbatten, hijo mayor de la princesa Beatriz y el príncipe Enrique de Battenberg y nieto de la reina Victoria. El título posee además los títulos subsidiarios o de cortesía de conde de Berkhampsted y vizconde Launceston.
El marquesado hace referencia al castillo de Carisbrooke, una antigua fortificación situada en Carisbrooke en la Isla de Wight, lugar de residencia de la princesa Beatriz y el príncipe Enrique cuando este era gobernador de la isla. Carisbrooke es el único castillo de la época medieval que sigue en pie en Wight.
Debido a que Alejandro solo tuvo una hija, Lady Iris y los títulos no podían pasarse por línea femenina, se extinguieron a su muerte en 1960.